# Anastacia (album)
Anastacia je třetí řadové album stejnojmenné americké zpěvačky. Deska vyšla 29. března 2004 a zpěvačka ji natáčela i během léčby rakoviny prsu, kterou onemocněla. Toto album se stalo zatím jejím nejúspěšnějším.

## Seznam písní
1. Seasons Change
2. Left Outside Alone
3. Time
4. Sick & Tired
5. Heavy on My Heart
6. I Do (feat. Sonny Sandoval)
7. Welcome to My Truth
8. Pretty Little Dum Dum
9. Sexy Single
10. Rearview
11. Where Do I Belong
12. Maybe Today

## Umístění ve světě
- Německo, Švýcarsko, Rakousko, Nizozemsko, Velká Británie, Belgie, Dánsko, Švédsko, Norsko - 1. místo
- Portugalsko, Itálie, Irsko, Španělsko - 2. místo
- Finsko - 3. místo
- Francie - 14. místo

- Celosvětový prodej - 14 milionů